# 市橋長和
市橋 長和（いちはし ながかず）は、江戸時代後期の大名、明治時代前期の華族。近江国仁正寺藩（西大路藩）の第10代（最後）の藩主、西大路藩初代（最後）知藩事。仁正寺藩市橋家11代。

## 経歴
出羽庄内藩主・酒井忠器の四男で、酒井忠発の弟に当たる。子は長寿（次男）、長女鋼子（市橋長道正室）など。養子に市橋長道（実父市橋長賢）。官位は従五位下、正五位、正四位、壱岐守、下総守。幼名は鋼三郎。はじめ長和と名乗っていたが、後に長義と改名する。
天保14年（1843年）5月16日、先代藩主・市橋長富の養子となる。長冨の男子は早世していた。弘化元年（1844年）8月15日、将軍・徳川家慶に拝謁した。同年10月7日、長富の隠居により家督を相続した。同年12月16日、従五位下・下総守に叙任した。後に壱岐守に改めた。嘉永6年（1853年）、ペリー来航から国内が政情不安に陥ると、軍備の増強の必要性を感じ取って火薬の製造を行なっている。文久2年（1862年）4月28日、仁正寺藩を格好と語呂が良い西大路藩へと改称した。
慶応3年（1867年）12月22日、上洛し、新政府を支持する姿勢を示した。明治元年（1868年）1月27日、新政府に敵対姿勢を示す武蔵川越藩主・松平康英の近江国内の領地の支配を命じられる。同年2月20日、藩兵の少なさを理由として、東山道鎮撫総督府軍の食料補給の任務の辞退を願うものの、認められなかった。
明治元年（1868年）の東京奠都では、明治天皇の守護と京都警備に務めた。明治2年（1869年）4月22日、版籍奉還により知藩事となり、明治4年（1871年）の廃藩置県で免官されて東京へ移った。明治15年（1882年）正月17日、62歳で卒去した。墓所は東京都荒川区西日暮里の代々の菩提寺である南泉寺。

## 系譜
父母
- 酒井忠器（実父）
- 市橋長富（養父）

子女
- 市橋長寿
- 伊藤まさ ー 伊藤かよの養女
- 市橋鋼子 ー 市橋長道室

養子
- 市橋長道 ー 市橋長賢の子

| 当主          | 当主                                | 当主          |
| ------------- | ----------------------------------- | ------------- |
| 先代 市橋長富 | 仁正寺藩市橋家 11代 1844年 - 1882年 | 次代 市橋長寿 |